# Kaštelanski zaljev
Kaštelanski zaljev – zatoka w Chorwacji, część Morza Adriatyckiego.

## Opis
Jest największą zatoką środkowej Dalmacji – jej wymiary to 14,8 × 6,6 km, a maksymalna głębokość wynosi 60 m. Leży pomiędzy stałym lądem, wyspą Čiovo i półwyspem Marjan. Nad zatoką położone są: Miasto Kaštela, Solin i Split. Jej wody są jednymi z najbardziej zanieczyszczonych w całym Adriatyku. Poprzez Trogirski kanal połączona jest z zatoką Trogirski zaljev.